# Tarsila Amorim
Tarsila Amorim Coelho (São Paulo, 14 de janeiro de 1988) é uma dubladora e atriz brasileira.

## Biografia
Tarsila Amorim Coelho nasceu na cidade de São Paulo em 1988. Em 2014 se formou em Ciências Biológicas na Universidade de São Paulo. É irmã da também dubladora Tess Amorim. Em 2017 foi uma das fundadoras do canal Fala Vegan, com entrevistas sobre veganismo.

## Dublagens

### Televisão
| Ano           | Título                                  | Personagem                 | Atriz original        | Notas                              |
| ------------- | --------------------------------------- | -------------------------- | --------------------- | ---------------------------------- |
| 1999–02       | The Amanda Show                         | Amanda                     | Amanda Bynes          |                                    |
| 2003–06       | Hi-5 America                            | Tata                       | Karla Cheatham Mosley |                                    |
| 2006–09       | Hannah Montana                          | Romi Dames                 | Traci Van Horn        |                                    |
| 2009          | Breaking Bad                            | Jane Margolis              | Krysten Ritter        |                                    |
| 2009          | Quase Anjos                             | Sol Aguirre                | Agustina Córdova      | Episódio: "La Buena Estrella"      |
| 2010          | Tower Prep                              | Chelsea Sloan              | Daesha Danielle Usman | Episódio: "Monitored"              |
| 2010          | Fatmagul: A Força do Amor               | Meltem Alagöz Yaşaran      | Seda Güven            |                                    |
| 2010–11       | Sonha Comigo                            | Eiza González              | Clara Molina          |                                    |
| 2011          | Duas Vidas                              | Jennifer Garza             | Malillany Marín       |                                    |
| 2011          | Popland!                                | Katherina McLean           | Manuela González      |                                    |
| 2011          | Once Upon a Time                        | Donna                      | Laura Bertram         | Episódio: "That Still Small Voice" |
| 2011          | Grachi                                  | Betty                      | Alexandra Pomales     |                                    |
| 2011–12       | Minha Babá É uma Vampira                | Della                      | Rebecca Dalton        |                                    |
| 2011–12       | Pan Am                                  | Colette Valois             | Karine Vanasse        |                                    |
| 2011–13       | Rossella                                | Rossella Andrei            | Gabriella Pession     |                                    |
| 2011–13       | True Blood                              | Portia Bellefeur           | Coutney Ford          |                                    |
| 2012–presente | Scandal                                 | Quinn Perkins              | Katie Lowes           |                                    |
| 2012          | Coração Apaixonado                      | Teresa Rivas vda de Gómez  | Gabriela Rivero       |                                    |
| 2013          | O Que a Vida me Roubou                  | Carlota Mendonça San Román | Gabriela Rivero       |                                    |
| 2013          | Mako Mermaids                           | Aquata                     | Jenna Rosenow         |                                    |
| 2013          | 11-11: Na Minha Quadra Nada se Enquadra | Esther                     | Andrea Núñez          |                                    |
| 2013          | Amo-te com Todo o Meu Coração           | Karina Montiel             | Daniela Luján         |                                    |
| 2013–14       | The Michael J. Fox Show                 | Kay Costa                  | Ana Nogueira          |                                    |
| 2013–15       | Revenge                                 | Margaux LeMarchal          | Karine Vanasse        |                                    |
| 2013–15       | Cumbia Ninja                            | Juana Carbajal             | Brenda Asnicar        |                                    |
| 2013–17       | Liv e Maddie                            | Jessica Marie Garcia       | Willow                |                                    |
| 2014–15       | Every Witch Way                         | Katie Rice                 | Denisea Wilson        |                                    |
| 2014–15       | Diário de Amigas                        | Tamar Golan                | Lihi Kornowski        |                                    |
| 2015          | Toni, la Chef                           | Sara Fuccinelli            | Josette Vidal Restifo |                                    |
| 2015–16       | Scream Queens                           | Grace Gardner              | Skyler Samuels        |                                    |
| 2015–17       | Power Rangers: Dino Charge              | Kendall Morgan             | Claire Blackwelder    |                                    |
| 2015–17       | Make It Pop                             | Valerie                    | Taveeta Szymanowicz   |                                    |
| 2016          | Sou Luna                                | Yam                        | Chiara Parravicini    |                                    |
| 2015–presente | K.C. Undercover                         | Marisa Clark               | Veronica Dunne        |                                    |
| 2018–presente | Dinastia                                | Kirby Anders               | Maddison Brown        |                                    |

### Animações
| Ano            | Título                                 | Personagem                 | Atriz original     |
| -------------- | -------------------------------------- | -------------------------- | ------------------ |
| 2003–04        | Twin Spica                             | Asumi Kamogawa             | Akiko Yajima       |
| 2004–12        | Bleach                                 | Hiyori Sarugaki            | Reiko Takagi       |
| 2006–10        | Wow! Wow! Wubbzy!                      | Daizy                      | Tara Strong        |
| 2007           | Moranguinho                            | Tortinha Framboesa         | Haley Hyden-Soffer |
| 2007           | Martian Successor Nadesico             | Yukina Shiratori           | Ikue Ôtani         |
| 2007–08        | Will e Dewitt                          | Shelly                     | Linda Ballantyne   |
| 2010–presente  | Spike Team                             | Victória "Vicky" Silvestri | Rivki Bench        |
| 2011           | Eu Sou um Gênio                        | Zazie                      | Shelley Longworth  |
| 2011–15        | Octonautas                             | Dashi / Sauci              | Teresa Gallagher   |
| 2011–presente  | My Little Pony: A Amizade é Mágica     | Gilda                      | Maryke Hendrikse   |
| 2012           | Os Piratas e Suas Aventuras Coloridas  | Cléo                       | Atriz original     |
| 2012–16        | Gravity Falls                          | Polly                      | Kari Wahlgren      |
| 2012–14        | Monsuno                                | Jinja                      | Asami Tano         |
| 2013–presente  | Ever After High                        | Holly O'Hair               | Colleen Foy        |
| 2014           | Knights of Sidonia                     | Yuhata Midorikawa          | Hisako Kanemoto    |
| 2015           | Os Cavaleiros do Zodíaco: Alma de Ouro | Lyfia                      | Aya Hisakawa       |
| 2015–presente  | Star vs. as Forças do Mal              | Janna Ordonia              | Abby Elliott       |
| 2016–presente  | Elena de Avalor                        | Marimonda                  | Noël Wells         |
| 2017–presente  | Enrolados Outra Vez: A Série           | Cassandra                  | Eden Espinosa      |
| 2017-presennte | Operação Big Hero: A Série             | GoGo Tomago                | Jamie Chung        |

### Cinema
| Ano  | Título                                          | Personagem       | Atriz original       |
| ---- | ----------------------------------------------- | ---------------- | -------------------- |
| 2008 | Camp Rock                                       | Tess Tyler       | Meaghan Jette Martin |
| 2008 | A Casa das Coelhinhas                           | Harmony          | Katharine McPhee     |
| 2009 | Pelas Garotas e Pela Glória                     | Gwyneth          | AnnaLynne McCord     |
| 2009 | Dia dos Namorados Macabro                       | Megan Martins    | Megan Boone          |
| 2010 | Camp Rock 2: The Final Jam                      | Tess Tyler       | Meaghan Jette Martin |
| 2010 | Space Chimps 2: O Retorno de Zartog             | Luna             | Cheryl Hines         |
| 2011 | Pokémon the Movie: Black and White              | Carlita          | Satomi Ishihara      |
| 2012 | Radio Rebel                                     | Kim              | Allie Bertram        |
| 2014 | Pompeia                                         | Cassia           | Emily Browning       |
| 2009 | O Padrasto                                      | Beth Harding     | Skyler Samuels       |
| 2014 | Boyhood: Da infância à Juventude                | Sheena           | Zoe Graham           |
| 2014 | Lucky: O Patinho de Sorte                       | Flo              | Megan Hilty          |
| 2014 | My Little Pony: Equestria Girls – Rainbow Rocks | Aria Blaze       | Diana Kaarina        |
| 2014 | Pare o Casamento                                | Sophia           | Alicia Dea           |
| 2015 | Bad Hair Day                                    | Ashley           | Zoé De Grand Maison  |
| 2016 | Zootopia                                        | Vozes adicionais |                      |
| 2017 | Viva: A Vida é Uma Festa                        | Vozes adicionais |                      |
| 2017 | Carros 3                                        | Vozes adicionais |                      |
| 2017 | Olaf em uma Nova Aventura Congelante de Frozen  | Vozes adicionais |                      |

### Videogames
| Ano  | Título           | Personagem |
| ---- | ---------------- | ---------- |
| 2014 | Pare o Casamento | Chang'e    |

### Direção de dublagem
| Ano     | Título                        | Cargo               |
| ------- | ----------------------------- | ------------------- |
| 2016–17 | Descendentes: Mundo de Vilões | Direção de dublagem |
| 2017    | Ride: A Magia do Cavalo       | Direção de dublagem |

## Filmografia
| Ano     | Título         | Personagem             |
| ------- | -------------- | ---------------------- |
| 1998–99 | Vila Esperança | Fernanda Matos (Nanda) |

## Discografia
Outras aparições
| Ano  | Título                            | Outro(s) artista(s)                                                       | Álbum                            |
| ---- | --------------------------------- | ------------------------------------------------------------------------- | -------------------------------- |
| 2011 | "Peixonauta, Marina e Zico"       | —                                                                         | Peixonautas                      |
| 2017 | "Dona Chica e o Gato"             | Marcio Nigro E Mário Manga                                                | Rock Pauleirinha                 |
| 2017 | "Nesta Rua em Caxemira"           | Marcio Nigro, Ana Deriggi, Marcos Bowie e João Branco                     | Rock Pauleirinha                 |
| 2017 | "Nana Bruxinha"                   | Marcio Nigro e Marcos Bowie                                               | Rock Pauleirinha                 |
| 2017 | "Boi da Cara Roxa"                | André Abujamra, Marcio Nigro, Marcos Bowie, Flávio Nigro e Eron Guarnieri | Rock Pauleirinha                 |
| 2017 | "Mentiras da Barata"              | Marcio Nigro e Tomas Kenedi                                               | Rock Pauleirinha                 |
| 2017 | "Pombinha Preta"                  | Marcio Nigro e Marcos Bowie                                               | Rock Pauleirinha                 |
| 2017 | "Nesta Rua em Caxemira (reprise)" | Marcio Nigro, Marcos Bowie e João Branco                                  | Rock Pauleirinha                 |
| 2017 | "O Pente de Iara"                 | —                                                                         | Imaginário: Onde o Folclore Vive |